# 金士顿 (犹他州)
金士顿（英文：Kingston），是美国犹他州派尤特县下属的一座城市。建市于 1876年，面积大约为5.33平方英里（13.8平方公里），海拔约为6,017英尺（1,834米）。根据2010年美国人口普查，该市有人口173人。